# 澤村四郎五郎 (5代目)
五代目 澤村 四郎五郎（ごだいめ さわむら しろごろう、新字体：沢村、明治10年（1877年）9月15日 - 昭和7年（1932年）8月27日）は、日本の歌舞伎役者、映画俳優。屋号は紀伊國屋。俳名に三鵆。本名は澤野 乙吉（さわの おときち）。

## 人物・来歴
東京日本橋馬喰町の生まれ。明治21年（1888年）4月、11歳のとき高砂屋三代目中村福助の門下となり、中村福次の名で初舞台。以後おもに女形をつとめる。明治34年（1901年）11月、七代目澤村訥子の門弟となり澤村國之助と改名。こののち七代目澤村宗十郎と共に帝国劇場の専属となる。
大正3年（1914年）、五代目澤村四郎五郎を襲名し、設立されたばかりの映画会社・天然色活動写真（天活）に迎え入れられる。最初は帝劇出演の合間に匿名の名題役者として主演した。2年後、名を明かすと同時に映画俳優に専念。吉野二郎監督作品に多く出演し、天活のスタアとなる。天活消滅後は国際活映（国活）、松竹蒲田撮影所、松竹京都撮影所の活動写真にも出演する。
1920年代に入ると日本映画は欧米映画のスタイルに影響を受け、女形を使うなど歌舞伎等の影響が濃厚な“旧劇映画”は徐々に衰退。四郎五郎も大正13年（1924年）に映画界を去り、その後は自らの一座を組んで各地を巡演した。
現存する作品には、『五郎正宗孝子伝』(1915年、天活)『天竺徳兵衛』(1916年、天活)、北条時宗役を演じた『日蓮上人 龍乃口法難』（1920年、国活）などがある。墓所は多磨霊園(3-1-16)。

## エピソード
200本以上の活動写真に出演。大正初期、日活の牧野省三監督と「目玉の松っちゃん」（尾上松之助）のコンビによる、初歩的な特撮を使った「忍術チャンバラ活動」が人気絶頂だった。四郎五郎は市川莚十郎とのコンビにより、これに対抗した忍術チャンバラ活動を量産。松之助の好敵手として人気を二分した。面長ですらりとした立ち姿が美しく、女性ファンからの人気が高かったという。
四郎五郎の忍術トリック映画は松之助のものよりも撮影や現像が美しく仕上げてあり、俳優たちも優美だったが、活劇場面のバカバカしさがなく、爆発的人気にはならなかった。しかし熱烈なファンはここにもおり、「松之助党」とか「四郎五郎党」などと名乗って、映画雑誌の読者欄では威勢の良い投書合戦が繰り広げられた。